# Самхіта
Самхіта (санскрит: saṃhita — зібраний) — збірка ведичних або постведичних текстів в індуїстській літературі. Зокрема, основою кожної з чотирьох Вед є відповідна Самхіта — зібрання мантр або гімнів. Крім самхіт до Вед входять також Брахмани, Араньяки та Упанішади.
Самхіта (санскр. संहिता saṃhitā IAST «зібране разом») — термін, що використовується для позначення ряду священних текстів індуїзму. Самхіти — це зібрання гімнів, молитов, заклинань, благословінь, жертовних формул. Самхітами називають основні метричні тексти — гімни і мантри — кожної з чотирьох Вед. Самхітами також називають ряд інших, посляведичних текстів з йоґи та Аюрведи. Прикладами можуть служити: «Ґхеранда-самхіта», «Каш'япа-самхіта», «Аштавакра-самхіта», «Бхріґу-самхіта», «Йоґа-яджнавалк'я-самхіта», «Брахма-самхіта», «Ґарґа-самхіта», «Дева-самхіта», «Чарака-самхіта».
Термін «Самхіта» також широко застосовується у назвах текстів тантричної вайшнавської школи Панчаратра — з 225 нині відомих текстів більша частина з них має у своїй назві цей термін.

## External links
- online edition in Sanskrit and English
- Rigveda Samhita First Mandala, (in Sanskrit)
- Atharva-Veda Samhita English translation of first 8 books of the Atharva Veda Samhita, (Editor: Charles Rockwell Lanman), Wikisource
- Understanding of the Hinduism: Hindu Scripture VI, Just for Kids
- Rigveda Samhita Rigveda Samhita 5 Volumes in Hindi